# Habronattus mustaciatus
Habronattus mustaciatus là một loài nhện trong họ Salticidae.
Loài này thuộc chi Habronattus. Habronattus mustaciatus được Ralph Vary Chamberlin & Wilton Ivie miêu tả năm 1941.